# Salamanga
Salamanga és una vila de Moçambic situada al posto de Missevene a la província de Maputo. Serveix com a terminal de la branca de la xarxa ferroviària de CFM Sul. El trànsit principal és de pedra calcària usada en la fabricació de ciment. En 2008 es van invertir 8 milions de dòlars en reconstruir la línia.